# Cocoon-Syndrom
Der Begriff Cocoon-Syndrom wird für zwei unterschiedliche Krankheiten verwendet: einmal für eine letale vorgeburtliche Störung Fetale Einkapselung und zum anderen für eine erworbene Sklerosierende Peritonitis.

## Fetale Einkapselung
Die Fetale Einkapselung (Cocoon-Syndrom) ist eine sehr seltene Störung der Entwicklung des Föten (Embryogenese) mit schweren Fehlbildungen und tödlichem Verlauf.
Synonym: englisch Fetal Encasement Syndrome
Die Erstbeschreibung stammt aus dem Jahre 1987 durch R. E. Stevenson und Mitarbeiter.

### Verbreitung
Die Häufigkeit wird mit unter 1 zu 1.000.000 angegeben, die Vererbung erfolgt autosomal-rezessiv.

### Ursache
Der Erkrankung liegen Mutationen im CHUK-Gen auf Chromosom 10 Genort q24.31 zugrunde, welches für eine Komponente des NF-κB kodiert.
Erkrankungen in diesem Gen finden sich auch beim Pterygium-Syndrom, letaler Typ.

### Klinische Erscheinungen
Es handelt sich um einen schweren Entwicklungsdefekt während der Embryogenese mit Fehlbildungen am Kopf und Gesicht (Augenhypoplasie, gedoppelte Nasenöffnung, Fehlanlage des Mundes), Omphalozele und unbewegliche, unterentwickelte Gliedmaßen, die von einer membranartigen Haut eingeschlossen sind. Muskeln und Knochen sind hypoplastisch. Es besteht eine Assoziation mit Fallot-Tetralogie, Hufeisenniere und Zwerchfellhernie sowie Lungenlappendefekten.

## Sklerosierende Peritonitis
Die Sklerosierende Peritonitis ist eine seltene Ursache eines Dünndarmverschlusses, meist aufgrund einer chronischen Infektion. Es kann sich auch um eine Komplikation bei der Peritonealdialyse handeln.
Synonyme: Abdominelles Cocoon-Syndrom; englisch Abdominal cocoon syndrome; Abdominal Cocoon; Encapsulating peritoneal sclerosis; sclerosing encapsulating peritonitis; encapsulating peritonitis, lateinisch Peritonitis chronica fibrosa incapsulata

### Vorkommen
Die Erkrankung kann in jedem Alter vorkommen.

### Ursachen
Wesentliche Ursachen sind:
- Peritonealdialyse (etwa 0,7 %)
- Tuberkulose
- Zerebralshunts
- Behandlung mit Practolol

## Diagnostik
Auf der Röntgenaufnahme Abdomenübersicht können außer Ileuszeichen Verkalkungen gefunden werden. In der Sonografie lässt sich ein Darmkonvolut, abnormal dreischichtige Darmwand sowie eventuell ein Aszites nachweisen. Eine genauere Darstellung der Einkapselung kann durch Computertomographie und Magnetresonanztomographie erfolgen.

## Therapie
Die Behandlung erfolgt operativ.